# جرمی دوکو
جرمی دوکو (انگلیسی: Jérémy Doku؛ زادهٔ ۲۷ مهٔ ۲۰۰۲) بازیکن فوتبال اهل بلژیک است که در پست وینگر برای باشگاه فوتبال منچسترسیتی و تیم ملی فوتبال بلژیک بازی می‌کند. دوکو به سرعت بالا و مهارت دریبل زنی خود مشهور است و به عنوان یکی از با استعدادترین بازیکنان در پست خود شناخته می‌شود

## زندگی شخصی
دوکو در شهر آنتورپ، بلژیک متولد شده اما اصالت غنایی دارد او دومین فرزند پدر و مادر خود یعنی دیوید و بلیندا است و یک برادر بزرگتر و دو خواهر کوچکتر دارد

## سوابق
دوکو به نمایندگی از U17s بلژیک در مسابقات قهرمانی زیر ۱۷ سال اروپا یوفا ۲۰۱۸ حضور داشت. وی اولین حضور خود را برای تیم ملی بلژیک در ۵ سپتامبر ۲۰۲۰ برابر دانمارک در لیگ ملت‌های UEFA انجام داد. سه روز بعد، او اولین گل خود را برای تیم ملی بلژیک در پیروزی ۵–۱ مقابل ایسلند به ثمر رساند.
در یوفا یورو ۲۰۲۰، که در ژوئن ۲۰۲۱ برگزار شد، وی در دیدار برابر دانمارک یکی از بازیکنان تعویضی تیم ملی بلژیک بود و برای بازی بعدی برابر فنلاند در ترکیب اصلی بود. پس از آن، در یک مسابقه با ایتالیا، او دوباره در ۱۱ بازی ابتدایی ظاهر شد. 